# Кистехвостый скальный валлаби
Кистехвостый скальный валлаби, или кистехвостый каменный кенгуру, или щёткохвостый каменный валлаби (лат. Petrogale penicillata) — вид валлаби, один из нескольких видов рода скальных валлаби. Он населяет скалистые участки горных хребтов, а также скалистые холмы с крутыми склонами. Обитает вдоль Большого Водораздельного Хребта, как в дождевых лесах, так и в сухих жестколистных лесах средиземноморского типа. Северная граница ареала проходит приблизительно в 100 км к северу от Брисбена, южная находится в северной части штата Виктория. Популяция этого вида серьёзно сократилась в южной и западной частях ареала, однако на севере Нового Южного Уэльса и на юге Квинсленда кистехвостый скальный валлаби остаётся распространённым. В списках МСОП охранный статус этого вида формулируется как «близкий к состоянию угрозы».

## Акклиматизация за пределами первоначального ареала
В конце 1800-х по инициативе Джорджа Эдварда Грэя, генерал-губернатора Новой Зеландии, кистехвостый скальный валлаби и ещё 4 вида валлаби (в том числе и тогда уже редкий пармсий валлаби) были акклиматизированы на островах в заливе Хаураки, недалеко от Окленда, Новая Зеландия. Они хорошо прижились на новом месте. Эта популяция существует и в настоящее время, причём оказывает серьёзное разрушительное воздействие на аборигенные для островов виды растений и животных. В результате люди стали вывозить валлаби с этих островов. Валлаби уже вывезены с островов Рангитото и Мотутапу, планируется их вывоз с острова Кавау.
В 2003 часть кистехвостых скальных валлаби с острова Кавау была перевезена в заповедник Вотерфолл Спринс (англ. «Waterfall Springs Conservation Park»), расположенный в Новом Южном Уэльсе, к северу от Сиднея. Здесь предполагается разводить их в условиях неволи.
Небольшая размножающаяся популяция кистехвостых скальных валлаби существует и на острове Оаху в группе Гавайских островов. Эта популяция происходит от одной пары, сбежавшей из неволи в 1920-х.

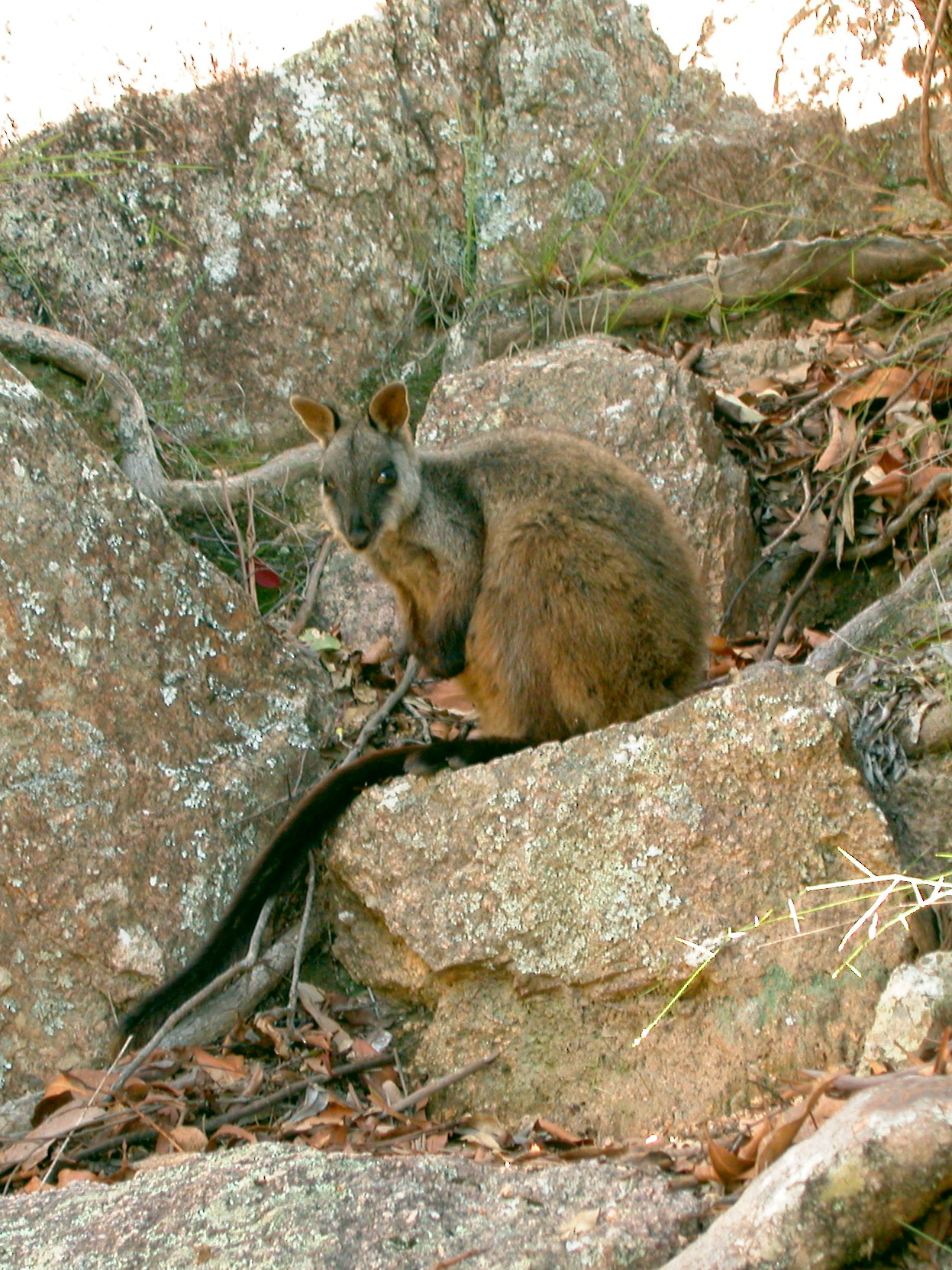